# Pieni-Haimi
Pieni-Haimi är en ö i Finland. Den ligger i sjön Saimen och i kommunen Savitaipale i den ekonomiska regionen  Villmanstrands ekonomiska region  och landskapet Södra Karelen, i den södra delen av landet, 200 km nordost om huvudstaden Helsingfors. Öns area är 2,8 hektar och dess största längd är 260 meter i nord-sydlig riktning.